# Vermin Supreme
Vermin Love Supreme (Rockport, 3 giugno 1961) è un artista e attivista statunitense che si è candidato in varie elezioni locali, statali e nazionali negli Stati Uniti.
Supreme è noto per lo stivale che indossa come cappello e per il gigantesco spazzolino da denti che porta con sé. Promette che qualora venisse eletto presidente degli Stati Uniti, approverebbe una legge che impone alle persone di lavarsi i denti. Le sue principali campagne riguardano la sensibilizzazione delle apocalissi zombi e la promozione delle ricerche sui viaggi nel tempo. Inoltre, Vermin ha promesso un pony gratuito per ogni americano.
Nel 2011, ha partecipato alle proteste di Occupy Boston. È il protagonista del documentario del 2014, Who Is Vermin Supreme? An Outsider Odyssey, che segue la sua campagna del 2012 ed esplora la sua vita da attivista e provocatore politico.

## Vita privata
Supreme è cresciuto vicino a Boston, nel Massachusetts e pare sia il più grande di tre figli. Si è diplomato alla Gloucester High School nel 1979, per poi trasferirsi a Baltimora dove ha frequentato una scuola d'arte. Abbandonata questa scuola in un secondo momento, Vermin ha iniziato a lavorare come booker di gruppi, nei club underground.
Nel 1986, si è unito alla grande marcia per il disarmo nucleare e la pace, in segno di protesta contro le armi nucleari. Nel 1987, ha iniziato a candidarsi per cariche pubbliche. Ha cambiato legalmente il suo nome in Vermin Supreme negli anni '90 mentre era ancora a Baltimora.
Nel 2006, Supreme ha donato uno dei suoi reni per salvare sua madre. È sposato e non ha figli.

## Posizioni politiche
Supreme ha discusso le sue opinioni politiche in un video promozionale nel 2008. Ha dichiarato di essere stato registrato come repubblicano, con inclinazioni verso l'anarchismo . Ha affermato che i libertari americani non lo convincevano riguardo alla progressiva abolizione del governo. Più tardi sosterrà che l'affermazione si basava su un "pregiudizio" per "mancanza di conoscenza", e che "[il] partito libertario è l'unico partito in linea con i miei principi fondamentali di anti-stato, anti-guerra e anti-autorità". Ha anche affermato che i repubblicani sembrano tendere all'abolizione del governo, ma "non offrono alternative per i bisognosi, diverse dalla carità". Supreme chiede un graduale smantellamento del governo, cosicché i cittadini prendano il sopravvento. Ha affermato che gli americani non sanno più essere cittadini, attribuendo una parte della colpa alle scuole che insegnano in modo "molto contorto e jingoistico ".
Nel video del 2008, Supreme ha discusso anche della sua campagna presidenziale. Descrive la sua campagna uno "scherzo umoristico" che serva da risposta alle bugie che la gente assorbe dai media e dal governo.

## Campagne presidenziali statunitensi

### 2004
Supreme fece una campagna nelle primarie presidenziali di Washington, DC nel 2004, dove ricevette 149 voti.

### 2008
Supreme fece una campagna nelle primarie repubblicane del New Hampshire nel 2008 . Ha ricevuto 41 voti (0,02%). Secondo la Federal Election Commission (FEC), ha invece ricevuto 43 voti a livello nazionale.

### 2012

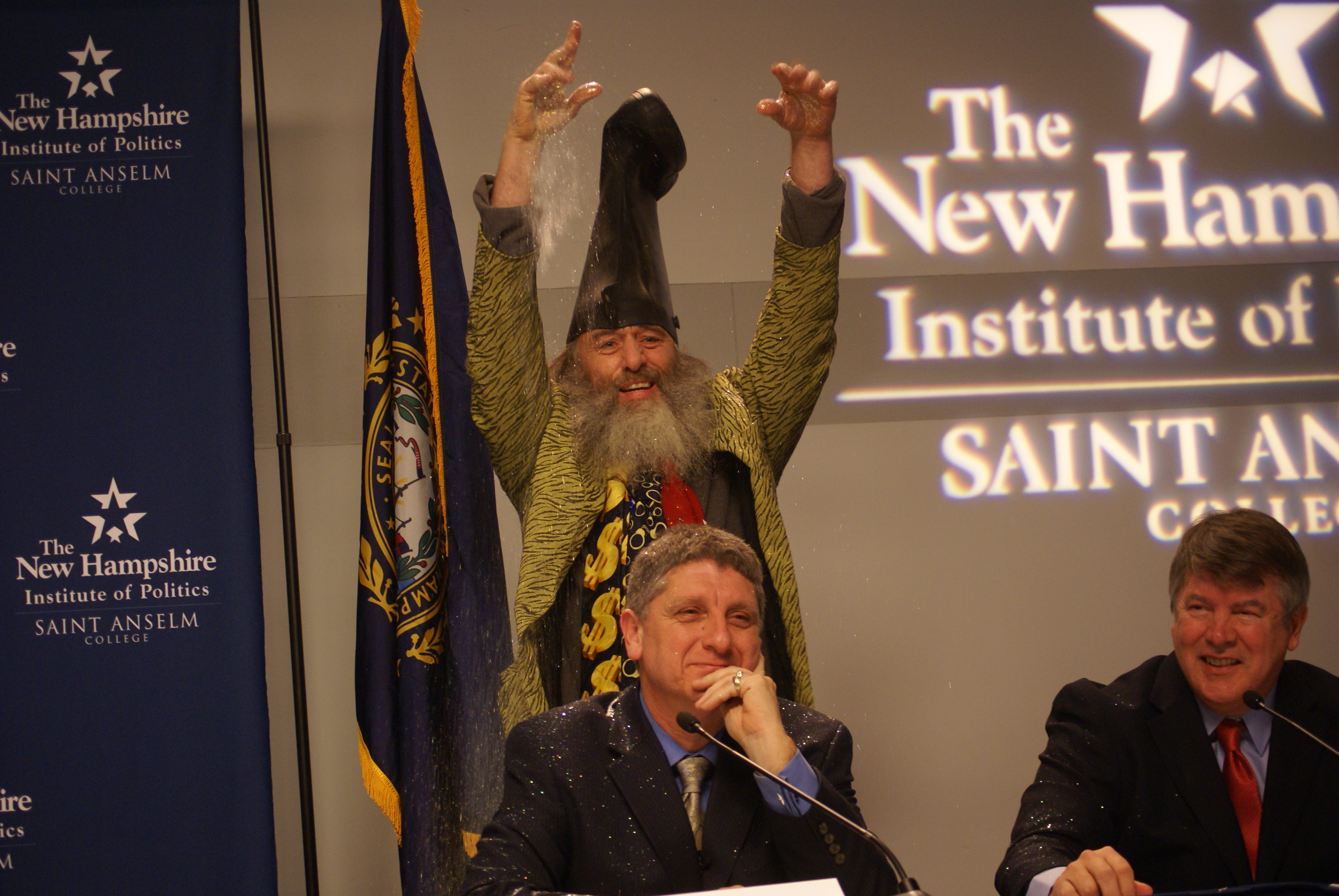
Vermin "bombarda" con dei glitter Randall Terry durante un incontro presso il New Hampshire Institute of Politics, nel dicembre 2011.

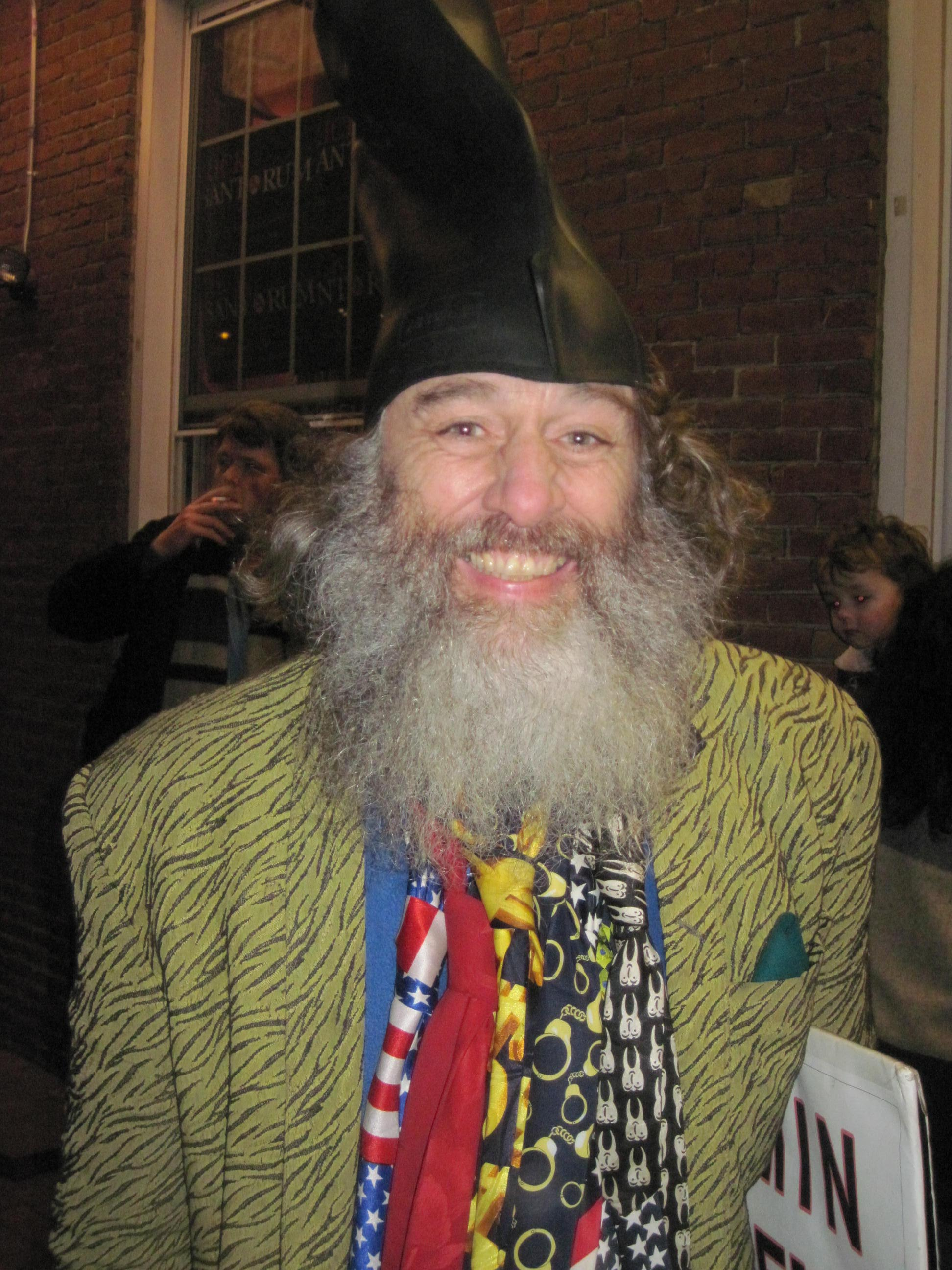
Vermin Supreme nel 2012.

Vermin Supreme ha fatto una campagna come democratico nelle elezioni presidenziali statunitensi del 2012 .
Di seguito sono riportate alcune delle pietre miliari di questa campagna:
- 14 aprile 2011: ha partecipato al primo dibattito del nuovo ciclo elettorale che comprendeva anche Jimmy McMillan, Jill Stein e altri.[26][27]
- 29 ottobre 2011: si è qualificato per essere inserito nell'elenco del primo scrutinio del Partito Democratico del 2012 nel New Hampshire.[28]

- 29 ottobre 2011: ha partecipato a un dibattito satirico contro un rappresentante della campagna dell'occultista britannico deceduto Aleister Crowley .[29]

- 19 dicembre 2011: Ha partecipato al "Forum presidenziale dei candidati democratici meno noti", presso il New Hampshire Institute of Politics.[30]

- 3 gennaio 2012: è stato candidato ai caucus democratici dell'Iowa e ha ricevuto l'1,4% dei voti.[31]
- 10 gennaio 2012: nelle primarie del New Hampshire, Supreme ha ricevuto 833 voti. ( Barack Obama ha vinto le primarie con 49.080 voti. )[32]
- 2 febbraio 2012: Supreme ha partecipato a un dibattito dal vivo con il candidato repubblicano marginale Jimmy McMillan in onore del Giorno della marmotta[33]
- Partecipa ai comitati anti NATO del 20-21 Maggio, durante il Summit di Chicago della Nato.
- Nel maggio 2012, ha visitato il secondo più grande liceo regionale del Maine per tenere un discorso sul suo stile politico-performativo.[34]

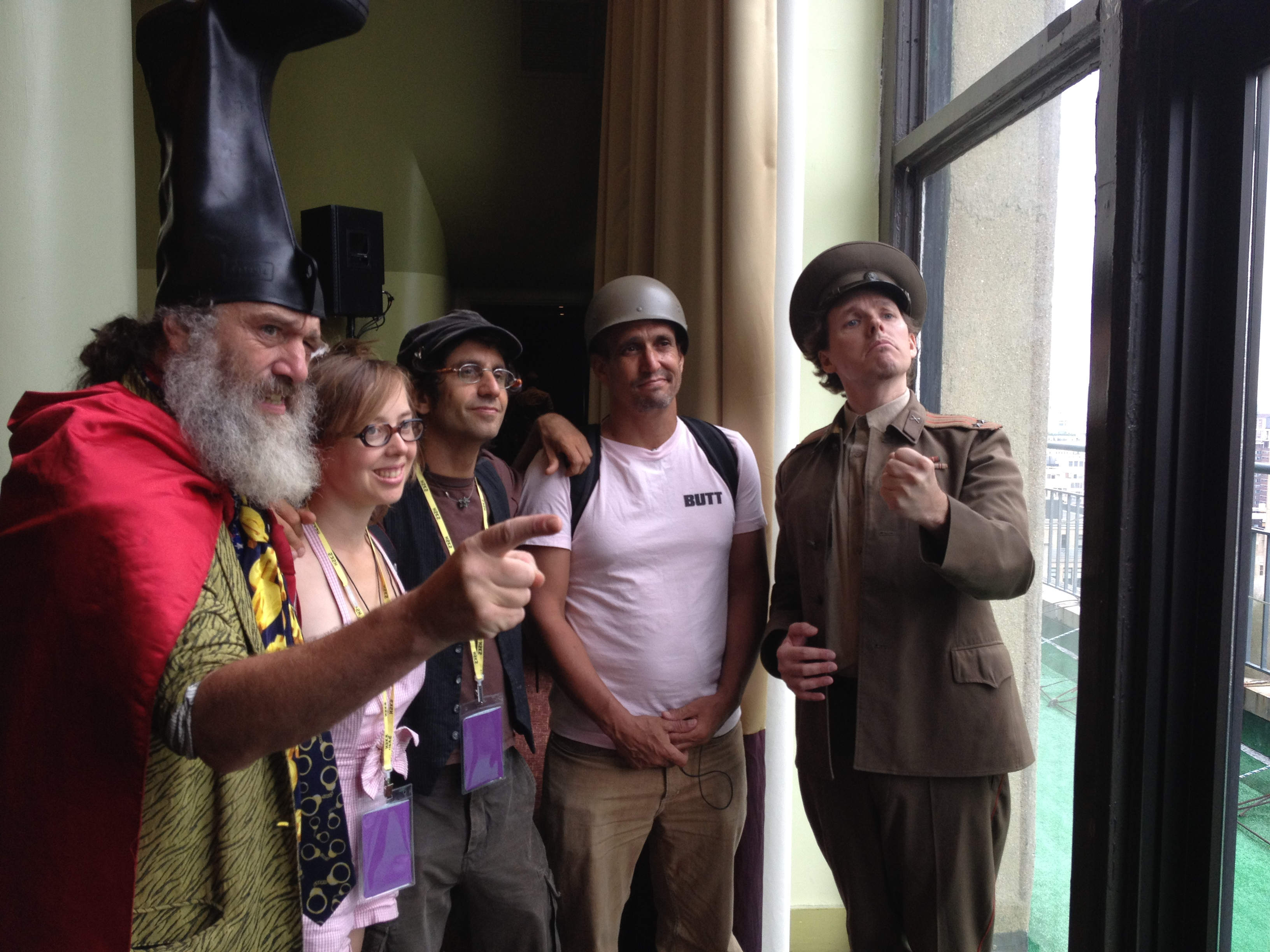
Vermin Supreme, 2012

- 14 luglio 2012: Supreme è apparso con The Yes Men at 2600: la conferenza HOPE Number Nine di The Hacker Quarterly.[35][36]
- 25 agosto 2012: Supreme ha annunciato il suo nuovo partito politico, il Free Pony Party, e ha scelto come compagno di corsa il compagno avversario marginale Jimmy McMillan. Al contrario, McMillan ha dichiarato di essere ancora in corsa per il presidente sulla sua piattaforma Rent Is Too Damn High, e che Supreme sarebbe stato il compagno di corsa di McMillan.[37]
- 5 ottobre 2012: ha partecipato a un dibattito ospitato da Peter Schiff al Peter Schiff Radio Show, che presentava un panel di candidati presidenziali trascurati tra cui Jimmy McMillan del Rent Is Too Damn High Party; Babbo Natale, candidato indipendente e Edgar Lawson, candidato presidenziale repubblicano.[38]

### 2016
Supreme ha tentato un'altra corsa presidenziale nel 2016 . Ha intrapreso un tour di 20 città. Ha presentato la candidatura alle primarie presidenziali democratiche del New Hampshire il 21 novembre 2015 e ha ricevuto 259 voti nelle primarie il 9 febbraio 2016, arrivando quarto dopo Martin O'Malley . Non è stato invitato a tornare al Forum presidenziale dei candidati democratici meno conosciuti, in parte a causa del fatto che ha tirato dei glitter a Randall Terry all'evento nel 2011. Poco prima della primaria, è stato visto polemizzare contro i candidati repubblicani Chris Christie e Ted Cruz con un megafono. Il 4 marzo 2016 si è candidato con il Partito libertario. Ha ricevuto il voto di un solo delegato nel primo turno delle elezioni presidenziali alla Convention nazionale libertaria 2016.

### 2020
Supreme si è di nuovo candidato alla presidenza degli Stati Uniti nel 2020, ancora con il partito Libertario . Ha vinto le primarie delle presidenziali libertarie nel New Hampshire l'11 febbraio 2020, svoltasi secondo "autofinanziamento al di fuori del controllo dello Stato del New Hampshire".

## "Diritto al Pony"
Nel dicembre 2017 Hillary Clinton ha programmato di visitare Concord, nel New Hampshire, per presentare un libro. Supreme ha programmato una manifestazione davanti alla libreria. La dimostrazione doveva essere una "protesta da pony" e includere almeno un pony. Supreme ha infatti una storia di promesse elettorali, in cui sostiene di voler elargire pony ai costituenti e ha affermato che alla Clinton non piacciono abbastanza i pony. Quando Supreme chiese un permesso di protesta per la sua manifestazione, la polizia negò la sua richiesta.
In risposta, Supreme affermò il suo "diritto al pony" e si trovò un avvocato esperto del Primo Emendamento, per rappresentarlo contro la città di Concord riguardo al permesso negato. La corte ha dato ragione a Supreme, emettendo un'ingiunzione secondo cui la città era obbligata a dargli il permesso di protestare contro l'evento, portando anche dei pony. Una clausola diceva però che Supreme avrebbe dovuto pagare per il parcheggio del pony al prezzo di auto.

## Altra attività politica
Nel marzo 2018, Vermin si è candidato come procuratore generale, sfidando per l'ex presidente repubblicano Derek Schmidt. La mancanza di requisiti per candidarsi, come indicato nella Costituzione dello stato, è stata annunciata da Supreme: "Questa è davvero una scappatoia molto particolare", ha detto. "Penso che sia un'ottima cosa per la democrazia".

## Carriera cinematografica

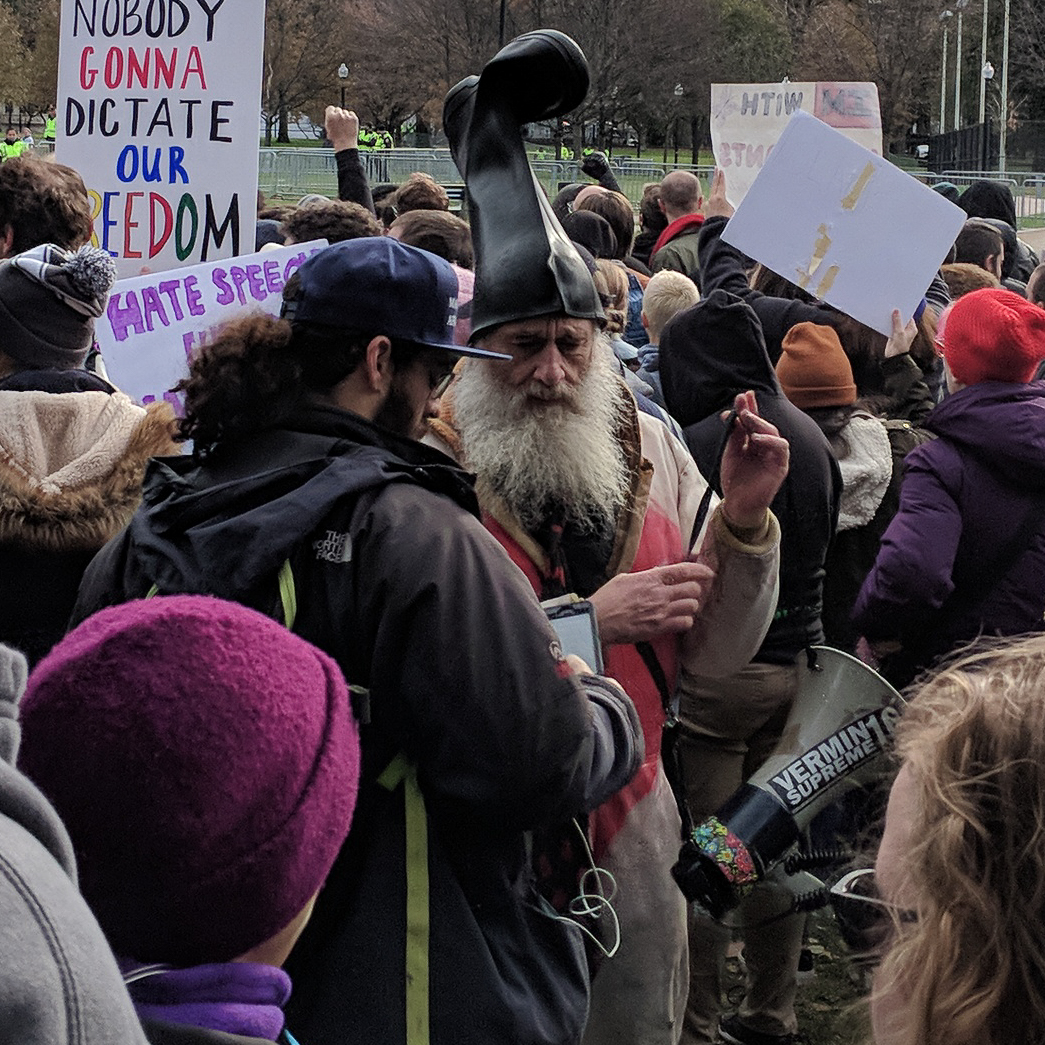
Supreme in una manifestazione antifascista a Boston, novembre 2017

Supreme ha scritto e interpretato il film del 2009 Vote Jesus: The Chronicles di Ken Stevenson, in cui si pone come candidato politico di destra per ottenere l'accesso al mondo del fondamentalismo americano.
Nel 2012, Supreme ha recitato in una serie web intitolata Learnin 'with Vermin che utilizza una versione immaginaria della sua campagna presidenziale come piattaforma per insegnare concetti politici come i metodi di voto.

## Filmografia
| Titolo                                                     | Anno | Ruolo         | Appunti      |
| ---------------------------------------------------------- | ---- | ------------- | ------------ |
| Chi è Vermin Supreme? Un'odissea estranea                  | 2014 | lui stesso    | documentario |
| Imparare con Vermin                                        | 2012 | lui stesso    | educativo    |
| Vota Jesus: The Chronicles of Ken Stevenson (documentario) | 2009 | Ken Stevenson | film         |
| 2008 Uncut                                                 | 2008 | lui stesso    | serie TV     |
| Vincere nel New Hampshire                                  | 2004 | lui stesso    | documentario |

## Storia elettorale

### Primarie presidenziali repubblicane del 2008
| 2008 elementare repubblicano del New Hampshire | 2008 elementare repubblicano del New Hampshire | 2008 elementare repubblicano del New Hampshire | 2008 elementare repubblicano del New Hampshire |
| Candidato                                      | voti                                           | Percentuale                                    | I delegati                                     |
| ---------------------------------------------- | ---------------------------------------------- | ---------------------------------------------- | ---------------------------------------------- |
| John McCain                                    | 88.571                                         | 37.71%                                         | 7                                              |
| Mitt Romney                                    | 75.546                                         | 32.17%                                         | 4                                              |
| Mike Huckabee                                  | 26.859                                         | 11.44%                                         | 1                                              |
| Rudy Giuliani                                  | 20.439                                         | 8,7%                                           | 0                                              |
| Ron Paul                                       | 18.308                                         | 7,8%                                           | 0                                              |
| Fred Thompson                                  | 2.890                                          | 1,23%                                          | 0                                              |
| Duncan Hunter                                  | 1.217                                          | 0,52%                                          | 0                                              |
| Alan Keyes                                     | 203                                            | 0,09%                                          | 0                                              |
| Stephen Marchuk                                | 123                                            | 0,05%                                          | 0                                              |
| Tom Tancredo *                                 | 80                                             | 0,03%                                          | 0                                              |
| Dott. Hugh Cort                                | 53                                             | 0,02%                                          | 0                                              |
| Cornelius Edward O'Connor                      | 45                                             | 0,02%                                          | 0                                              |
| Albert Howard                                  | 44                                             | 0,02%                                          | 0                                              |
| Vern Wuensche                                  | 44                                             | 0,02%                                          | 0                                              |
| Vermin Supreme                                 | 41                                             | 0,02%                                          | 0                                              |
| John H. Cox                                    | 39                                             | 0,02%                                          | 0                                              |
| Daniel Gilbert                                 | 33                                             | 0,01%                                          | 0                                              |
| James Creighton Mitchell Jr.                   | 30                                             | 0,01%                                          | 0                                              |
| Jack Shepard                                   | 27                                             | 0,01%                                          | 0                                              |
| Mark Klein                                     | 19                                             | 0,01%                                          | 0                                              |
| H. Neal Fendig Jr.                             | 13                                             | 0%                                             | 0                                              |
| Sparpagliato                                   | 227                                            | 0,1%                                           | 0                                              |
| Totale                                         | 234.851                                        | 100%                                           | 12                                             |

### 2016 primarie presidenziali democratiche
| 2016 Democratic presidential primaries  | 2016 Democratic presidential primaries | 2016 Democratic presidential primaries |
| Candidate                               | Votes                                  | %                                      |
| --------------------------------------- | -------------------------------------- | -------------------------------------- |
| Hillary Clinton                         | 16,917,853                             | 55.23                                  |
| Bernie Sanders                          | 13,210,550                             | 43.13                                  |
| Martin O'Malley                         | 110,423                                | 0.36                                   |
| Uncommitted                             | 101,481                                | 0.33                                   |
| Rocky De La Fuente                      | 67,468                                 | 0.22                                   |
| No Preference                           | 50,990                                 | 0.17                                   |
| scattering                              | 48,576                                 | 0.16                                   |
| Willie Wilson                           | 25,796                                 | 0.08                                   |
| Paul T. Farrell, Jr.                    | 21,694                                 | 0.07                                   |
| Keith Russell Judd                      | 20,305                                 | 0.07                                   |
| Michael Steinberg                       | 20,126                                 | 0.07                                   |
| Henry Hewes                             | 11,062                                 | 0.04                                   |
| John Wolfe Jr.                          | 7,369                                  | 0.02                                   |
| Star Locke                              | 5,202                                  | 0.02                                   |
| Steve Burke                             | 4,893                                  | 0.02                                   |
| Lawrence "Larry Joe" Cohen              | 2,407                                  | 0.01                                   |
| Calvis L. Hawes                         | 2,017                                  | 0.01                                   |
| James Valentine                         | 1,726                                  | 0.01                                   |
| Uninstructed Delegation                 | 1,488                                  | 0.00                                   |
| Jon Adams                               | 486                                    | 0.00                                   |
| Vermin Supreme                          | 268                                    | 0.00                                   |
| Mark Stewart                            | 236                                    | 0.00                                   |
| David John Thistle                      | 226                                    | 0.00                                   |
| Graham Schwass                          | 143                                    | 0.00                                   |
| Lloyd Thomas Kelso                      | 46                                     | 0.00                                   |
| Mark Stewart Greenstein                 | 41                                     | 0.00                                   |
| Eric Elbot                              | 36                                     | 0.00                                   |
| William D. French                       | 29                                     | 0.00                                   |
| Edward T. O'Donnell, Jr.                | 26                                     | 0.00                                   |
| David Formhals (write-in)               | 25                                     | 0.00                                   |
| Robert Lovitt                           | 22                                     | 0.00                                   |
| William H. McGaughey, Jr.               | 19                                     | 0.00                                   |
| Edward Sonnino                          | 17                                     | 0.00                                   |
| Steven Roy Lipscomb                     | 15                                     | 0.00                                   |
| Sam Sloan                               | 15                                     | 0.00                                   |
| Brock C. Hutton                         | 14                                     | 0.00                                   |
| Andrew Daniel "Andy" Basiago (write-in) | 13                                     | 0.00                                   |
| Raymond Michael Moroz                   | 8                                      | 0.00                                   |
| Richard Lyons Weil                      | 8                                      | 0.00                                   |
| Ignació León Nuñez (write-in)           | 6                                      | 0.00                                   |
| Willie Felix Carter (write-in)          | 3                                      | 0.00                                   |
| Brian James O'Neill, II (write-in)      | 2                                      | 0.00                                   |
| Doug Terry (write-in)                   | 1                                      | 0.00                                   |
| Miguel Bashaw (write-in)                | 1                                      | 0.00                                   |
| Kevin Michael Moreau (write-in)         | 0                                      | 0.00                                   |
| Total                                   | 30,633,131                             | 100.00                                 |